# Pseudocleonus
Pseudocleónus — рід жуків родини Довгоносики (Curculionidae).

## Зовнішній вигляд
Жуки цього роду мають середній та досить великий розмір: 8-16.2  мм у довжину. Основні ознаки:
- головотрубка розширена до вершини;
- 1-й  членик джгутика вусиків довший за 2-й
- передньоспинка майже квадратна, її задній край півколовий, зверху посередині є поздовжній кіль, щиток непомітний;
- надкрила при основі не ширші за передньоспинку, без плечових бугорців, їз поздовжніми крапковими борозенками;
- 2-й членик задніх лапок не видовжений.

Фотографії видів цього роду дивись на.

## Спосіб життя
Докладно не вивчений, але наявна інформація підтверджує його подібність до способу життя інших Cleonini. Ймовірно, життєвий цикл видів цього роду пов'язаний із декількома родами айстрових.
Зокрема, у Pseudocleonus cinereus личинка розвивається у корені любочок та волошок. Дорослі жуки живляться листям та молодими пагонами цих та інших айстрових: осоту, нечуйвітру, кульбаби. Самиця відкладає яйця у заглиблення, яке вона вигризає у корені, личинка, розвиваючись, вигризає порожнину у рослинних тканинах.

## Географічне поширення
Ареал роду охоплює майже весь Південь Палеарктики — від Португалії і Марокко до Китаю та Далекого Сходу, хоча у більшості видів він зосереджений у західній частині південної Палеарктики. Серед них чимало ендеміків видів. Наприклад, Pseudocleonus dieckmanni відомий лише з острова Крит, а три види — лише з Марокко.
В фауні України зареєстровані чотири види цього роду, причому у Pseudocleonus dauricus через Україну проходить західна межа ареалу, а Pseudocleonus grammicus знайдений лише у Гірському Криму.

## Класифікація
У роді Pseudocleonus описано 20 видів, вони розподілені на чотири підроди. Перелік їх наведено нижче, види української фауни виділено кольором:
| Asiacleonus Arzanov, 2005 - Pseudocleonus dauricus (Gebler, 1830) - Pseudocleonus taciturnoides L. ArnoI'di, 1956 Neopseudocleonus Arzanov, 2005 - Pseudocleonus ferghanensis Ter-Minasian, 1988 - Pseudocleonus glabratus (Faust, 1883) - Pseudocleonus grammicus (Panzer, 1789) - Pseudocleonus havtagensis Ter-Minasian, 1976 - Pseudocleonus italicus F. Solari, 1950 - Pseudocleonus marginicollis (Fåhraeus, 1842) - Pseudocleonus pustuloses Chevrolat, 1876 | Phryganocleonus L. ArnoI'di, 1956 - Pseudocleonus guldarensis L. ArnoI'di, 1956 - Pseudocleonus iskanderi L. Arnol'di, 1956 - Pseudocleonus tadzhika L. Arnol'di, 1956 Pseudocleonus Chevrolal, 1872 - Pseudocleonus carinatus (Gyilenhal, 1834) - Pseudocleonus cinereus (Schrank, 1781) - Pseudocleonus dieckmanni Fremuth & Bayer, 2008 - Pseudocleonus libanicus Faust, 1904 - Pseudocleonus novaki Penecke, 1928 - Pseudocleonus otini (Hoffmann, 1957) - Pseudocleonus parallelus Escalera, 1914 - Pseudocleonus theryi Hustache, 1931 |